# Lijst van spoortunnels in Nederland
Deze pagina bevat een lijst van spoortunnels in Nederland. Voor de Betuweroute en de HSL-Zuid zijn in Nederland veel tunnels gebouwd.
De Betuweroute (inclusief Havenspoorlijn) heeft vijf tunnels en een overkapping, van west naar oost:
- Botlekspoortunnel
- Kap van Barendrecht
- Sophiaspoortunnel
- Spoortunnel Giessen
- Spoortunnel Pannerdensch Kanaal
- Spoortunnel Zevenaar

De HSL-Zuid heeft vier tunnels, van noord naar zuid:
- Groene Harttunnel
- Tunnel Rotterdam Noordrand
- Tunnel Oude Maas
- Tunnel Dordtsche Kil

| Tunnel                          | Afbeelding | Lengte (overdekt) (m) | Kosten (€)  | € / m   | Locatie                  | Gaat onder                                                    | Jaar van openstelling |
| ------------------------------- | ---------- | --------------------- | ----------- | ------- | ------------------------ | ------------------------------------------------------------- | --------------------- |
| Almelo Verdiept                 |            | 1.000                 | 34 miljoen  | 34.000  | Almelo                   | Wierdensestraat, Almelose Aa, Nieuwstraat en Schoolstraat     | 2009                  |
| Groene Harttunnel               |            | 7.160                 | 427 miljoen | 59.637  | Leiderdorp / Hazerswoude | Groene Hart                                                   | 2005                  |
| Botlekspoortunnel               |            | 1.835                 | 135 miljoen | 73.444  | Botlek, Rotterdam        | Oude Maas                                                     | 2006                  |
| Drontermeertunnel               |            | 800                   | 50 miljoen  | 62.500  | Roggebotsluis / Kampen   | Drontermeer                                                   | 2012                  |
| Hemtunnel                       |            | 1.550                 | 241 miljoen | 155.484 | Zaanstad                 | Noordzeekanaal                                                | 1983                  |
| Kap van Barendrecht             |            | 1.500                 | 100 miljoen | 66.667  | Barendrecht              | Barendrecht                                                   | 2007                  |
| Salland-Twentetunnel            |            | 493                   | 330 miljoen | 669.371 | Nijverdal                | , Tuinen van Nijverdal en G. van der Muelenweg                | 2013                  |
| Schipholspoortunnel             |            | 5.140                 | 311 miljoen | 60.506  | Haarlemmermeer           | , Luchthaven Schiphol en Buitenveldertbaan                    | 1981                  |
| Sophiaspoortunnel               |            | 4.240                 | 298 miljoen | 70.283  | Papendrecht              | rivierarm Rietbaan, Natuureiland Sophiapolder en rivier Noord | 2007                  |
| Spoortunnel Best                |            | 935                   | 364 miljoen | 389.304 | Best                     | Best                                                          | 2002                  |
| Spoortunnel Giessen             |            | 500                   | ?           | ?       | Giessen-Oudekerk         | rivier Giessen                                                | 2007                  |
| Spoortunnel Pannerdensch Kanaal |            | 1.615                 | 125 miljoen | 77.399  | Groessen                 | Pannerdensch Kanaal                                           | 2004                  |
| Spoortunnel Rijswijk            |            | 550                   | ?           | ?       | Rijswijk                 | Rijswijk                                                      | 1996                  |
| Spoortunnel Zevenaar            |            | 1.500                 | ?           | ?       | Zevenaar                 | Zevenaar                                                      | 2007                  |
| Tunnel Dordtsche Kil            |            | 1.488                 | ?           | ?       | Dordrecht                | , Dordtsche Kil                                               | 2004                  |
| Tunnel Oude Maas                |            | 1.050                 | ?           | ?       | Zwijndrecht              | Oude Maas                                                     | 2005                  |
| Tunnel Rotterdam Noordrand      |            | 2.063                 | ?           | ?       | Rotterdam                | Zestienhoven                                                  | 2006                  |
| Velserspoortunnel               |            | 2.076                 | ?           | ?       | Velsen                   | Noordzeekanaal                                                | 1957                  |
| Willem van Oranjetunnel         |            | 2.300                 | ?           | ?       | Delft                    | Delft                                                         | 2015, 2017            |
| Willemsspoortunnel              |            | 2.608                 | 408 miljoen | 156.442 | Rotterdam                | Koningshaven, Noordereiland en Nieuwe Maas                    | 1996                  |